# Gustav Björkstrand
Hilding Gustav Mattias Björkstrand (né le 25 octobre 1941 à Kaarlela) est un évêque et homme politique finlandais,,. 

## Biographie
En 1964, Gustav Björkstrand obtient son diplôme de fin d'études secondaires. En 1976, il devient docteur en théologie de l'académie d'Åbo.
Il est professeur de théologie à l'Académie d'Åbo de 1978 à 1983, professeur de théologie pratique de 1988 à 2005, et recteur de 1997 à 2005.
Il est évêque de Porvoo de 2006 à 2009. Il a présidé le Conseil des recteurs des universités finlandaises.

## Carrière politique
Gustav Björkstrand est député RKP de la circonscription de Vaasa du 21 mars 1987 au 21 mars 1991.
Il est ministre de la Culture du gouvernement Sorsa IV (6.5.1983-30.4.1987).